# Article 99 de la Constitution belge
L'article 99 de la Constitution belge fait partie du titre III Des pouvoirs. Il fixe certaines règles quant à la composition du Conseil des ministres.
L'alinéa 2 date du 24 décembre 1970 et était à l'origine — sous l'ancienne numérotation — l'article 86 bis. Il n'a jamais été révisé.

## Texte
« Le Conseil des ministres compte quinze membres au plus. 
 Le Premier ministre éventuellement excepté, le Conseil des ministres compte autant de ministres d'expression française que d'expression néerlandaise. »

## Remarque
Cet article garantit une surreprésentation des francophones au Conseil de ministres mais pas au gouvernement puisque les secrétaires d'État fédéraux ne font l'objet d'aucune répartition linguistique.